# Arquidiocese de Santiago del Estero
A Arquidiocese de Santiago del Estero (Archdioecesis Sancti Iacobi de Estero) é uma arquidiocese localizada na cidade de Santiago del Estero, pertencente a província eclesiástica da Arquidiocese de Tucumán na Argentina. Foi fundada em 25 de março de 1907 pelo Papa Pio X e elevada em 22 de julho de 2024 pelo Papa Francisco. Com uma população católica de 687.271 habitantes, sendo 90,0% da população total, possui 45 paróquias com dados de 2017.

## História
A Diocese de Santiago del Estero foi criada em 25 de março de 1907 pela cisão da então Diocese de Tucumán, essa elevada à condição de arquidiocese em 11 de fevereiro de 1957. Em 10 de abril de 1961 perdeu território para a criação da Diocese de Añatuya. 
Em 22 de julho de 2024, foi elevada ao posto de arquidiocese primacial.

## Prelados
A seguir uma lista de bispos desde a criação da diocese. 
|                 | Nome                            | Período    | Notas                                     |
| Arcebispos      | Arcebispos                      | Arcebispos | Arcebispos                                |
| --------------- | ------------------------------- | ---------- | ----------------------------------------- |
| 1º              | Vicente Bokalic Iglic, C.M.     | 2024-      |                                           |
| Bispos          |                                 |            |                                           |
| 9º              | Vicente Bokalic Iglic, C.M.     | 2013-2024  | promovido a arcebispo                     |
| 8º              | Francisco Polti Santillán       | 2006-2013  |                                           |
| 7º              | Juan Carlos Maccarone           | 1999-2005  |                                           |
| 6º              | Gerardo Eusebio Sueldo          | 1994-1998  |                                           |
| 5º              | Manuel Guirao                   | 1981-1994  |                                           |
| 4º              | Manuel Tato                     | 1961-1980  |                                           |
| 3º              | José Weimann, C.Ss.R.           | 1940-1961  |                                           |
| 2º              | Audino Rodríguez y Olmos        | 1927-1939  | Nomeado Arcebispo de San Juan de Cuyo     |
| 1º              | Juan Martín Yáñez               | 1910-1926  |                                           |
| Bispo-coadjutor |                                 |            |                                           |
|                 | Gerardo Eusebio Sueldo          | 1993-1994  |                                           |
| Bispo-auxiliar  |                                 |            |                                           |
|                 | Enrique Alberto Martínez Ossola | 2017-atual |                                           |
|                 | Ariel Edgardo Torrado Mosconi   | 2008-2015  | Nomeado Bispo-coadjutor de Nueve de Julio |